# Hidrohal·loysita
La hidrohal·loysita és un mineral de la classe dels silicats. Rep el nom pel geòleg belga Jean-Baptiste d'Omalius d'Halloy, (16 de febrer de 1783 - 15 de gener de 1875), qui va descobrir el mineral.
Fins al mes de setembre de 2022 s'anomenava hal·loysita-10Å, canviant el nom a l'actual degut a les noves directrius aprovades per la CNMNC per a la nomenclatura de polimorfs i polisomes. El 10-Å (Ångström) feia referència al gruix de la capa. De vegades també se la coneix amb el nom d'endel·lita, principalment a la literatura europea (nom desacreditat per l'IMA el 2006).

## Característiques
La hidrohal·loysita és un silicat de fórmula química Al₂Si₂O₅(OH)₄·2H₂O. Cristal·litza en el sistema monoclínic.
Segons la classificació de Nickel-Strunz pertany a «09.ED: Fil·losilicats amb capes de caolinita, compostos per xarxes tetraèdriques i octaèdriques» juntament amb els següents minerals: dickita, caolinita, nacrita, odinita, hal·loysita, hisingerita, hal·loysita, amesita, antigorita, berthierina, brindleyita, caryopilita, crisòtil, cronstedtita, fraipontita, greenalita, kel·lyïta, lizardita, manandonita, nepouïta, pecoraïta, guidottiïta, al·lòfana, crisocol·la, imogolita, neotocita, bismutoferrita i chapmanita.

## Formació i jaciments
Va ser descoberta a Angleur, a la localitat de Lieja (Valònia, Bèlgica). Tot i tractar-se d'una espècie no gaire habitual ha estat descrita en tots els continents del planeta a excepció de l'Antàrtida. Als territoris de parla catalana ha estat descrita a les mines de Can Tintorer (Gavà, Baix Llobregat) i a la mina San Miguel (Ribes de Freser, Ripollès).